# Ralph Copeland
Ralph Copeland (ur. 3 września 1837 na Moorside Farm k. Woodplumpton w hrabstwie Lancashire, zm. 27 października 1905 w Edynburgu) – angielski astronom, trzeci królewski astronom Szkocji.

## Życiorys
Uczęszczał do szkoły w Kirkham. W 1853 r. wyjechał do Australii, gdzie spędził pięć lat, zajmując się głównie wypasem owiec, a także poszukiwaniem złota. Tam również zainteresował się astronomią. Po powrocie do Anglii bezskutecznie usiłował dostać się na University of Cambridge, a następnie pracował jako inżynier w firmie produkującej lokomotywy. Z pomocą kolegów z pracy wybudował małe prywatne obserwatorium astronomiczne.
W późniejszym okresie zdecydował porzucić karierę inżyniera i zostać astronomem. Wyjechał do Niemiec, gdzie studiował astronomię na Uniwersytecie w Getyndze. Po powrocie do Wielkiej Brytanii, w latach 1871-1874 pracował jako asystent w obserwatorium Williama Parsonsa w Parsonstown w Irlandii, a następnie krótko w Dunsink Observatory w Dublinie. W 1874 został członkiem Royal Astronomical Society. W latach 1876–1889 był dyrektorem Dun Echt Observatory w Szkocji. Dużo podróżował, dokonując obserwacji astronomicznych w różnych częściach świata, m.in. na Grenlandii, Jamajce, Mauritiusie i Peru.
W 1889 r. otrzymał tytuł Królewskiego Astronoma Szkocji oraz stanowisko profesora astronomii na Uniwersytecie Edynburgu. Otrzymał zadanie wyboru lokalizacji i nadzoru budowy i wyposażania nowego obserwatorium. Powstało ono na wzgórzu Blackford Hill w Edynburgu, a zostało otwarte w 1896 r. Copeland pracował tam do końca życia. W 1901 r. przeszedł ostry atak grypy i już nigdy nie odzyskał pełni sił.
Odkrył 35 obiektów NGC. Był dwukrotnie żonaty, miał sześcioro dzieci (dwoje z pierwszego i czworo z drugiego małżeństwa). Mówił płynnie po francusku, niemiecku i persku.